# Narodowy rezerwat przyrody Šerák-Keprník
Narodowy rezerwat przyrody Šerák-Keprník (cz. Národní přírodní rezervace Šerák-Keprník) – rezerwat przyrody, znajdujący się w paśmie górskim Wysokiego Jesionika (cz. Hrubý Jeseník), w północno-wschodnich Czechach, w Sudetach Wschodnich, na granicy Śląska i Moraw oraz na granicy powiatów Jeseník i Šumperk, położony na szczytach i części stoków gór: Šerák, Keprník, Žalostná, Obří skály, Vozka, Šumný i Šerák–JZ oraz na przełęczach Sedlo pod Keprníkem i Sedlo Trojmezí.

## Historia rezerwatu
Zachowanie i ochrona przyrody od dawna była przedmiotem starań człowieka by ocalić naturalne piękno Ziemi. Powstał wtedy pomysł, by utworzyć areały ziemi w postaci rezerwatów, które specjalnymi aktami prawnymi mogłyby powstrzymać ekspansję człowieka i ochronić zagrożone jego działalnością obszary, a tym samym dać możliwość potomnym podziwiania piękna przyrody w ich naturalnych kształtach. Rezerwaty te stały się enklawami, gdzie schronienie i ochronę mają przede wszystkim gatunki flory i fauny zagrożone wyginięciem. Obserwacja terenu wokół góry Keprník przez przyrodników skłoniła ich do zainteresowania się tymi terenami z uwagi na ochronę cennego ich ekosystemu już u schyłku XIX wieku. W 1903 roku zostało zorganizowane w Ołomuńcu (cz. Olomouc) stowarzyszenie botaniczne przez właściciela majątku Jana II Lichtensteina w celu utworzenia na obszarze wokół góry Keprník, Chronionego Krajobrazu Pierwszej Strefy Ochronnej Jesioników o nazwie SPR Šerák-Keprník oraz powierzchni 172 ha, obejmującego tzw. Lichtenštejský prales. Powstał wtedy pierwszy, a zarazem najstarszy rezerwat przyrody na Morawach.
23 sierpnia 1955 roku powierzchnia chroniona SPR Šerák-Keprník została rozszerzona do 226,87 ha, wydanym dekretem Ministerstwa Kultury Czechosłowacji (MK nr 17.489/55 – IX), po czym został następnie zarejestrowany 19 stycznia 1989 roku jako narodowy rezerwat przyrody Šerák-Keprník (cz. NPR Šerák-Keprník), dekretem tegoż Ministerstwa (MK ČSR č. 3.500/89). Jego powierzchnia została wówczas powiększona do wielkości 1174,44 ha, z czego 374,63 ha stanowiła strefa ochronna (tzw. buforowa). Obszar rezerwatu rozciągał się na części czterech obszarów katastralnych: Adolfovice, Horní Lipová, Nové Losiny i Ostružná.

## Charakterystyka

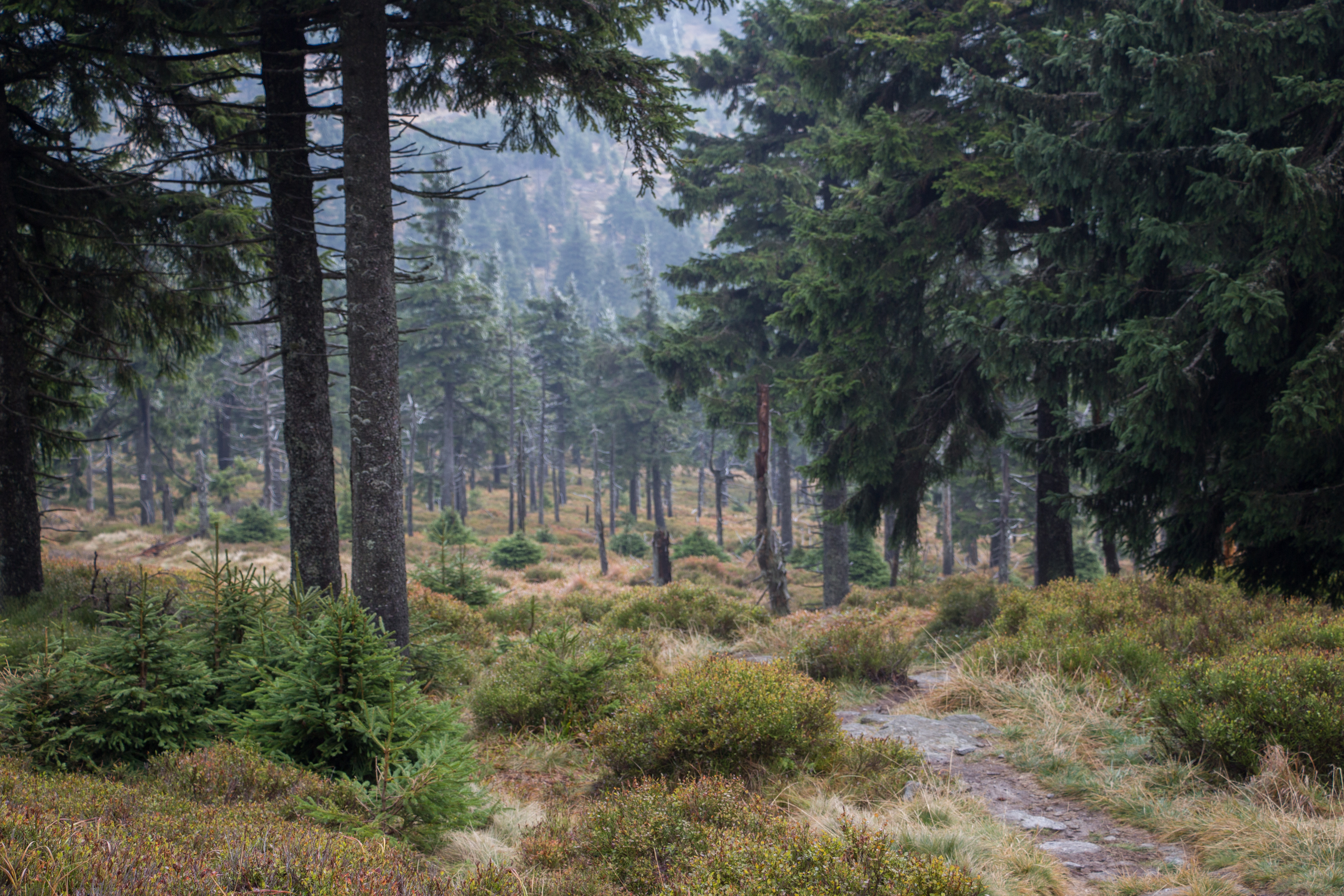
Widok na narodowy rezerwat przyrody Šerák-Keprník (2016 rok)

Narodowy rezerwat przyrody Šerák-Keprník znajduje się w obrębie wydzielonego obszaru objętego ochroną o nazwie Obszar Chronionego Krajobrazu Jesioniki (cz. Chráněná krajinná oblast (CHKO) Jeseníky), a utworzonego w celu ochrony utworów skalnych, ziemnych i roślinnych oraz rzadkich gatunków zwierząt, położony w części (mikroregionie) Wysokiego Jesionika o nazwie Masyw Keprníka (cz. Keprnická hornatina). Rezerwat koncentruje się wokół północnej części grzbietu Masywu Keprníka, obejmując swym zasięgiem najwyższe góry lub szczyty tego Masywu: Keprník, Šerák, Žalostná, Obří skály, Šumný, Vozka i Šerák–JZ. Ścieżka pomiędzy szczytami gór Keprník i Šerák wymieniana jest w źródłach historycznych już około 1430 roku.
Narodowy rezerwat przyrody Šerák-Keprník położony jest na wysokościach (852–1423) m n.p.m., ma powierzchnię 794,30 ha (z ochronną strefą buforową nawet 1168,71 ha) oraz został utworzony 31 grudnia 1933 roku w celu ochrony szeregu zachowanych formacji skalnych i glebowych, powstałych w wyniku surowego klimatu epoki lodowcowej, jakimi są: terasy krioplanacyjne, zręby mrozowe i tzw. tufury oraz znajdującej się na ich obszarze flory i fauny. Rezerwat jest udostępniony dla turystów. Biegną w jego obrębie szlaki zarówno turystyczne, jak i rowerowe oraz ścieżka dydaktyczna. Z uwagi jednak na ochronę cennego ekosystemu głębsze penetrowanie rezerwatu nie jest zalecane.
Ochrona obejmuje najwyższe połacie rezerwatu, szczytowe partie góry Keprník z obszarami subalpejskich hal pokrytych roślinnością wysokogórską oraz niższe partie stanowiące bazę boru świerkowego (z dominującym, chorągiewkowatym gatunkiem świerku), mającego charakter naturalnego lasu pierwotnego z domieszką klonu czy jarząbu. W niższych partiach można spotkać drzewostan bukowy oraz kilka stosunkowo dużych obszarów torfowisk (np. w pobliżu przełęczy Sedlo Trojmezí). Sztucznie wprowadzona przez człowieka kosodrzewina, sadzona w latach 1878–1895 (ok. 120 000 sadzonek), głównie w pobliżu połaci szczytów Keprník i Šerák jest obecnie uważana za szkodliwą dla naturalnego środowiska (wypiera lub niszczy rzadkie, pierwotne gatunki wysokogórskich łąk). Służby leśne (CHKO) Jeseníky rozpoczęły działania, poprzez np. karczowanie, w celu ograniczenia ich występowania. Część dzisiejszych drzewostanów została założona sztucznie poprzez zastosowane sadzonki świerkowe w 1856 roku z inicjatywy austriackiego stowarzyszenia na rzecz zalesiania wysokich stanowisk górskich. Ponadto na obszarze rezerwatu występują obszary gruzu skalnego tzw. kamienne morze oraz liczne źródliska.
Duży wpływ na kształtowanie się dogodnych warunków do ochrony występujących tu roślin ma klimat ze średnimi opadami rocznymi na poziomie 1100–1200 mm oraz średnia roczna temperatura powietrza wynosząca około 2,2 °C. Niska roczna temperatura powietrza znacznie ogranicza parowanie wody, a obfite opady pozwalają na dogodne warunki dla wegetacji roślin, szczególnie rzadkich.
W zamierzeniach do 2023 roku jest rozszerzenie granic obszaru objętego ochroną o przybliżoną powierzchnię około 380 ha, obejmującą obszar gór Červená hora (obszar rezerwatu przyrody Sněžná kotlina), Vozka oraz kompleks leśny obszaru przy potoku Hučivá Desná (tzw. Japonská zahrada).

## Geologia
Pod względem geologicznym obszar rezerwatu należy do jednostki geologicznej zwanej kopułą Keprníka i jest zbudowany ze skał metamorficznych, głównie erlanów, gnejsów, ortognejsów, blasto-mylonitów, migmatytów. kwarcytów i łupków metamorficznych. Stwierdzono występowanie takich minerałów, jak: staurolit, andaluzyt, silimanit, kyanit, tytanit, ilmenit, apatyt, cyrkon, granat czy turmalin. Na szczycie Šeráku znajduje się tzw. szary keprnicki gnejs, który uważa się za najstarszą skałę Jesioników (cz. Jeseníky), której wiek szacuje się na 1,4 miliarda lat.

## Wody
Obszar rezerwatu obejmuje główny grzbiet Masywu Keprníka, który jest granicą Wielkiego Europejskiego Działu Wodnego między zlewiskami Mórz: Bałtyckiego (dorzecze Odry) w części północnej i wschodniej rezerwatu oraz Czarnego (dorzecze Dunaju) w części południowo-zachodniej rezerwatu . Ponadto na obszarze rezerwatu znajdują się źródła wielu płynących z tego obszaru potoków, takich jak: Vražedný potok, Javořický potok, Keprnický potok czy Hučava.

### Wodospady
Atrakcją dla miłośników pięknych krajobrazów są wodospady, rozsiane na wielu potokach w rezerwacie. Dojście do nich jest trudne, wymaga posłużeniem się szczegółowymi mapami.
| Wodospady na obszarze narodowego rezerwatu przyrody Šerák-Keprník |                       |                  |                               |                                       |           |
| Lp.                                                               | Wodospad              | Potok            | Wysokość bezwzględna m n.p.m. | Wysokość wodospadu m                  | Stok góry |
| 1                                                                 | Vodopád u Obřích skal |                  | 975                           | 5                                     | Šerák     |
| 2                                                                 | Keprnické vodopády    | Keprnický potok  | 1115                          | 8                                     | Keprník   |
| 3                                                                 | Rudohorské vodopády   | Rudohorský potok | 850–1075                      | 3; 3; 5; 4; 2; 7,2; 4; 2,5; 6; 8,5; 2 | Keprník   |

## Flora
Na terenie rezerwatu występuje bogate skupisko roślinności wysokogórskiej i torfowiskowej. Spis gatunków przeprowadzony w latach 2004–2005 potwierdził występowanie 381 gatunków wyższych roślin.
Z większych roślin w rezerwacie występują tu m.in.: buk zwyczajny (łac. Fagus silvatica), klon jawor (Acer pseudoplatanus), brzoza omszona (Betula pubescens), jarząb pospolity (Sorbus aucuparia), jodła pospolita (Abies alba) czy świerk pospolity (Picea abies), z mniejszych m.in.: zawilec narcyzowaty (Anemone narcissiflora), rdest wężownik (Polygonum bistorta), kostrzewa niska (Festuca airoides), miłosna górska (Adenostyles alliariae), tojad (Aconitum), podbiałek alpejski (Homogyne alpina), wełnianka pochwowata (Eriophorum vaginatum), turzyca tęga (Carex bigelowii), turzyca bagienna (Carex limosa), torfowiec spiczastolistny (Sphagnum cuspidatum), śmiałek pogięty (Deschampsia flexuosa), nawłoć alpejska (Solidago alpestris), borówka bagienna (Vaccinium uliginosum) czy borówka czarna (Vaccinium myrtillus).
Wiele gatunków występujących w rezerwacie umieszczono w czerwonej księdze gatunków zagrożonych, m.in. takie jak: dzwonek brodaty (Campanula barbata), tojad sudecki (Aconitum plicatum), dzwonek okrągłolistny sudecki (Campanula rotundifolia subsp. Sudetica), goryczka kropkowana (Gentiana punctata), wroniec widlasty (Huperzia selago), jałowiec pospolity halny (Juniperus communis subsp. Alpina), fiołek żółty sudecki (Viola lutea subsp. Sudetica), bażyna obupłciowa (Empetrum nigrum), widłak jałowcowaty (Lycopodium annotinum), listera sercowata (Listera cordata), turzyca skąpokwiatowa (Carex pauciflora), turzyca pchla (Carex pulicaris), żurawina błotna (Vaccinium oxycoccos), rzeżucha rezedolistna (Cardamine resedifolia), sit skucina (Juncus trifidus), jastrzębiec alpejski (Hieracium alpinum), liczydło górskie (Streptopus amplexifolius), fiołek dwukwiatowy (Viola biflora) czy wawrzynek wilczełyko (Daphne mezereum) (gatunek ten osiąga tu górną granicę występowania).

## Fauna
Rezerwat jest miejscem gniazdowania bądź występowania wielu gatunków zwierząt, m.in. ptaków, takich jak m.in.: głuszec zwyczajny (Tetrao urogallus), jarząbek zwyczajny (Tetrastes bonasia), cietrzew zwyczajny (Lyrurus tetrix), słonka zwyczajna (Scolopax rusticola), siwerniak (Anthus spinoletta), krzyżodziób świerkowy (Loxia curvirostra), kruk zwyczajny (Corvus corax), pleszka zwyczajna (Phoenicurus phoenicurus), drozd obrożny (Turdus torquatus), orzechówka zwyczajna (Nucifraga caryocatactes), białorzytka zwyczajna (Oenanthe oenanthe), krogulec zwyczajny (Accipiter nisus), siniak (Columba oenas), płochacz halny (Prunella collaris) czy pokląskwa (Saxicola rubetra).
Ponadto w rezerwacie występują sowy, takie jak m.in. włochatka zwyczajna (Aegolius funereus), sóweczka zwyczajna (Galucidium passerinum) czy gryzonie np. smużka leśna (Sicista betulina), wiewiórka pospolita (Sciurus vulgaris) oraz płazy, np. żaba trawna (Rana temporaria), traszka górska (Triturus alpestris) czy też m.in. ryjówka górska (Sorex alpinus). Stwierdzono nieliczne występowanie rysia (Lynx lynx). W latach 2001–2002 zaobserwowano w okolicy góry Šerák, wilka (Canis lupus), a wcześniej np. w latach 1945–1946 na szczycie Keprníka gnieździł się orzeł przedni (Aquila chrysaetos).
W rezerwacie można spotkać rzadkie gatunki bezkręgowców, jak np. owady, takie jak m.in.: biegacz gruzełkowaty (Carabus variolosus), Neagolius bilimeckii, Pithanus hrabei czy Cornumutila quadrivittata; motyli, takich jak m.in.: Catoptria petrificella, Clepsis rogana czy Diarsia mendica oraz np. ważki, jak m.in. miedziopierś górska (Somatochlora alpestris).

## Turystyka
Narodowy rezerwat przyrody Šerák-Keprník to miejsce licznie odwiedzane, przede wszystkim przez miłośników turystyki pieszej. Położony jest on bowiem pomiędzy kluczowymi ośrodkami turystycznymi w Masywie Keprníka. Do najbliższej osady Filipovice jest od granic rezerwatu około 2,5 km w kierunku południowo-wschodnim, do miejscowości Ostružná oraz jej części Ramzová z bazą hoteli i pensjonatów jest od granic rezerwatu około 3 km w kierunku zachodnim, do miejscowości Bělá pod Pradědem 4,5 km w kierunku wschodnim, a do bazy turystycznej na przełęczy Červenohorské sedlo z hotelem górskim Červenohorské Sedlo jest od granicy rezerwatu około 4,5 km w kierunku południowo-wschodnim.
Ponadto w enklawie obszaru rezerwatu, na stoku góry Šerák znajduje się schronisko turystyczne o nazwie Chata Jiřího. Przy granicy rezerwatu, zlokalizowano górną stację kolejki linowej o nazwie Šerák (lanovka) na trasie Ramzová – góra Šerák.

### Chaty łowieckie
Na obszarze rezerwatu położone są cztery chaty tzw. łowieckie, ale nie mają one charakteru typowych schronisk turystycznych.
| Chaty na obszarze narodowego rezerwatu przyrody Šerák-Keprník |               |                                               |           |
| Lp.                                                           | Chata         | Współrzędne geograficzne                      | Stok góry |
| 1.                                                            | Chata Keprník | 50°10′21,6″N 17°08′08,6″E/50,172667 17,135722 | Žalostná  |
| 2.                                                            | Knížecí chata | 50°09′38,4″N 17°06′06,8″E/50,160667 17,101889 | Vozka     |
| 3.                                                            | Moricka       | 50°10′18,4″N 17°06′11,5″E/50,171778 17,103194 | Keprník   |
| 4.                                                            | Sněžná chata  | 50°11′35,1″N 17°06′16,7″E/50,193083 17,104639 | Šerák     |

### Szlaki turystyczne
Klub Czeskich Turystów (cz. Klub Českých Turistů) wytyczył w obrębie rezerwatu sześć szlaków turystycznych na trasach:
 Červenohorské sedlo – góra Červená hora – Vřesová studánka – przełęcz Sedlo pod Vřesovkou – Keprník–JV – Trojmezí – szczyt Keprník – przełęcz Sedlo pod Keprníkem – góra Šerák – Mračná hora – góra Černava – Ramzová
 Lipová-lázně – góra Sněhulák – góra Strmý – góra Obří skály – góra Šerák – przełęcz Sedlo pod Keprníkem – góra Šumný – góra Točník – Filipovice
 Jesionik – góra Javořík–SV – góra Javořík – przełęcz Sedlo pod Javoříkem – góra Miroslav – góra Strmý – góra Šerák – Šerák (lanovka)
 Branná – Tři kameny – góra Troják – przełęcz Volská louka – góra Vozka – Trojmezí
 Przełęcz Ramzovska – przystanek kolejowy Ramzová – Obří skály
 Branná – góra Pekelec – szczyt Pekelec–SV – przełęcz Alojzovské louky – góra Troják–JZ – dolina potoku Hučava – góra Troják – szczyt Vozka – przełęcz Sedlo pod Vřesovkou

### Szlaki rowerowe i trasy narciarskie
W obrębie rezerwatu przebiega jedyny szlak rowerowy na trasie:
 Spojená cesta – góra Zaječí hora – góra Nad Borovým – Bělá pod Pradědem – góra Žalostná – góra Šumný – przełęcz Sedlo pod Keprníkem – góra Šerák – Mračná hora – góra Černava – Ostružná – Petříkov
W okresach ośnieżenia wzdłuż szlaków turystycznych poprowadzono trasy narciarstwa biegowego m.in. o nazwie tzw. (cz. Jesenická magistrála). W obrębie rezerwatu nie poprowadzono żadnej trasy narciarstwa zjazdowego.

### Ścieżki dydaktyczne
Wzdłuż czerwonego szlaku turystycznego  utworzono ścieżkę dydaktyczną o nazwie (cz. NS S Koprníčkem na výlet Keprnickými horami) na trasie
 Červenohorské sedlo – Ramzová (z 13 stanowiskami obserwacyjnymi)